# 木場茶屋站

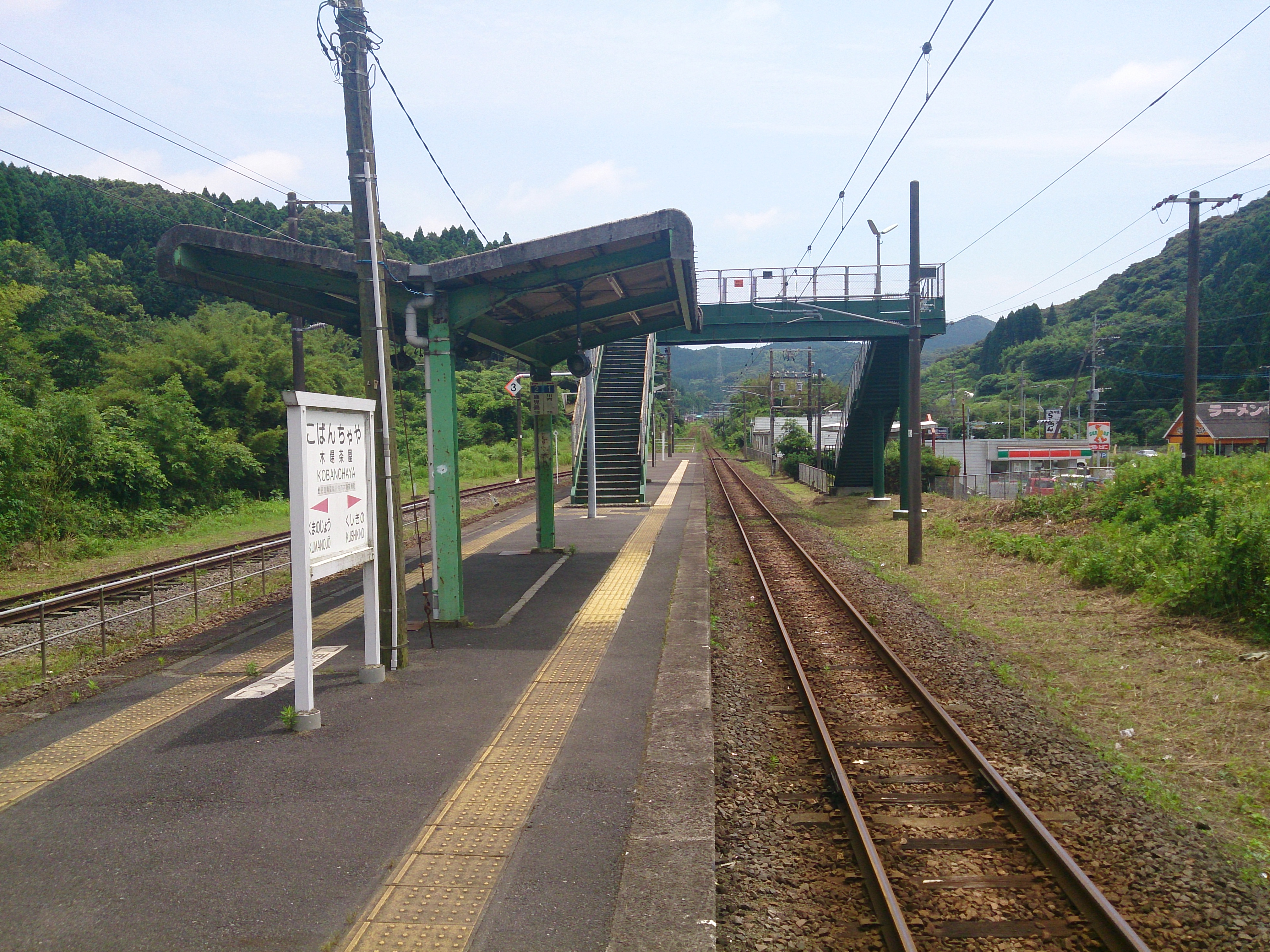
月台（2013年6月）

木場茶屋站（日语：／ Kobanchaya eki */?）是位於鹿兒島縣薩摩川內市木場茶屋町，屬於九州旅客鐵道（JR九州）的鹿兒島本線車站。

## 列車班次
上下行列車在日間每小時各只有1班列車，在早上和黃昏各設有每小時1至3班列車。鹿兒島方向的列車は大多數前往鹿兒島中央，也有數班直通至日豐本線，前往國分、都城、宮崎。川內、出水、熊本方向的列車全部均前往川內。

## 歷史
- 1914年6月1日：鐵道院車站啟用[2]。
- 1927年（昭和2年）10月17日 - 湯浦站至水俁站之間開業，八代站至鹿兒島站之間編入至鹿兒島本線。
- 1987年（昭和62年）4月1日 - 伴隨國鐵分割民營化，車站由九州旅客鐵道（JR九州）營運。
- 2012年（平成24年）12月1日 - 此站可以使用IC卡「SUGOCA」[3]。

## 車站構造
本站是地面車站，設有1面2線的島式月台。月台與站房之間透過跨線橋連接。此站為無人車站，站內設有簡易SUGOCA閘機，但沒有設置自動售票機和乘車站證明票發行機。而本站可使用「SUGOCA」IC卡，以及可以與SUGOCA互相使用的交通系IC卡，但無法增值和購買SUGOCA卡。

### 月台
| 月台 | 路線        | 上下行 | 方向                   |
| ---- | ----------- | ------ | ---------------------- |
| 1    | ■鹿兒島本線 | 上行   | 川內方向               |
| 2    | ■鹿兒島本線 | 下行   | 串木野、鹿兒島中央方向 |

## 使用狀況
在2015年度，1日平均乘車人次為33人
| 年度   | 1日平均 乘車人次 | 1日平均 上下車人次 |
| ------ | ---------------- | ------------------ |
| 2004年 | 30               |                    |
| 2005年 | 33               |                    |
| 2006年 | 35               |                    |
| 2007年 | 34               | 71                 |
| 2008年 | 34               | 71                 |
| 2009年 | 36               | 75                 |
| 2010年 | 31               | 65                 |
| 2011年 | 33               | 71                 |
| 2012年 | 34               | 73                 |
| 2013年 | 30               | 64                 |
| 2014年 | 28               | 60                 |
| 2015年 | 33               | 69                 |

## 車站周邊
- 冠岳
- 筑豐拉麵山小屋（日语：筑豊ラーメン山小屋）薩摩川內店

## 相鄰車站
九州旅客鐵道
■鹿兒島本線
隈之城－木場茶屋－串木野

## 注腳
1. 1 2  .   [2020-04-07]. （原始内容存档于2020-01-24）.
2. ↑  鐵道院告示第40號「川内線串木野川内町間鐵道運輸營業開始」，日本《官報》第548號，1914年5月30日，第694頁：國立國會圖書館電子資料庫。
3. ↑  . 交通新聞 (交通新聞社). 2012-12-04: 1.
4. ↑  薩摩川內市統計書

## 外部連結
- 木場茶屋（車站資訊） - 九州旅客鐵道